# Te boté
Te boté è un brano musicale dei rapper portoricani Nio García, Casper Mágico e Darell rilasciato come singolo dall'etichetta Flow La Movie Inc. il 1º dicembre 2017, sulle piattaforme digitali. Il 13 aprile 2018, è stato pubblicato il remix di Te boté, con gli artisti portoricani Bad Bunny e Ozuna e l'artista statunitense Nicky Jam.

## Video musicale
Il video musicale di Te boté è stato pubblicato in anteprima il 30 novembre 2017 sul canale YouTube di Flow La Movie.

## Tracce
1. Te boté – 4:15 (Nio García, Casper Mágico e Darell)

## Classifiche
| Classifica (2018) | Posizione massima |
| ----------------- | ----------------- |
| El Salvador       | 10                |
| Francia           | 54                |
| Italia            | 11                |
| Nicaragua         | 1                 |
| Paesi Bassi       | 54                |
| Perù              | 6                 |
| Spagna            | 1                 |

## Remix
Il 13 aprile 2018 un remix della canzone, con la partecipazione degli artisti portoricani Bad Bunny e Ozuna e lo statunitense Nicky Jam, è stato reso disponibile al download digitale in tutto il mondo e rilasciato come singolo.  È stato prodotto dai portoricani Young Martino, Kronix Magical, e Shorty Complete.
In seguito vennero pubblicati altri 2 remix, uno con Conor Maynard e un altro Con Jennifer Lopez Conscuella e Wisin e Yandel (senza Darrell).
Nel Gennaio 2019 Il rapper Anuel AA fece una sua versione della canzone.

### Video musicale
Un videoclip per il remix di Te boté fu pubblicato in anteprima l'11 aprile 2018 sul canale YouTube di Flow La Movie. Fino ad ottobre 2018, il video conta oltre 1,3 miliardi di visualizzazioni. Al 4 gennaio 2019 raggiunge oltre 1 miliardo e mezzo di visualizzazioni, diventando così il secondo video più visto del 2018 dopo la canzone Girls like  You dei Maroon 5.